# Allegan megye
Allegan megye az Amerikai Egyesült Államokban, azon belül Michigan államban található. Megyeszékhelye Allegan, legnagyobb városa Holland. Lakosainak száma 120 502 fő (2020. április 1.). Allegan megye Ottawa, Van Buren, Kent, Barry, Kalamazoo, Kenosha, Lake és Racine megyékkel határos.

## Népesség
A megye népességének változása:
| Lakosok száma | 111 496 | 111 536 | 111 895 | 112 531 | 114 625 | 120 502 |
|               | 2010    | 2011    | 2012    | 2013    | 2015    | 2020    |